# Gabinete Literario
El Gabinete Literario de Las Palmas de Gran Canaria situado en dicha ciudad es una institución cultural cuyo objetivo es la creación y difusión de manifestaciones artísticas, así como la gestión de eventos culturales y socioempresariales. Desde 1997 su presidente es Juan José Benítez de Lugo y Massieu.

## Historia
La sociedad fue fundada el 1 de marzo de 1844, durante el reinado de Isabel II, con su primer nombre siendo el de Gabinete Literario de Fomento y de Recreo de Las Palmas. El proyecto fue impulsado por cuatro ilustres de Gran Canaria, quienes sentaron sus bases, siendo:
- Cristóbal del Castillo y Manrique de Lara
- Domingo J. Navarro
- Juan Evangelista Doreste
- Antonio López Botas

Eligieron como primer presidente de la sociedad a Roberto Houghton.
Desde su fundación ha ido más allá del aspecto recreativo, jugando un papel reconocido (medalla de oro de canarias) en el desarrollo literario, cultural y científico de Las Palmas de Gran Canaria y de Canarias en general.
Tras su fundación la Sociedad emprende una serie de proyectos cuyo fin último es cubrir en lo posible las necesidades sociales de la ciudad. Como la fundación del colegio de San Agustín o la creación de la Orquesta Filarmónica de Las Palmas (actualmente existe la Orquesta Filarmónica de Gran Canaria). También se alienta la creación de la Sociedad de Seguros Mutuos dando origen más tarde a la Caja de Ahorros y Monte de Piedad de Las Palmas, o la primera exposición de Industria de Gran Canaria. En 1910 se cuenta con la presencia de Miguel de Unamuno con el patrocinio de los Juegos Florales.
En 2011 recibió la Medalla de Oro de Canarias.

## Arquitectura

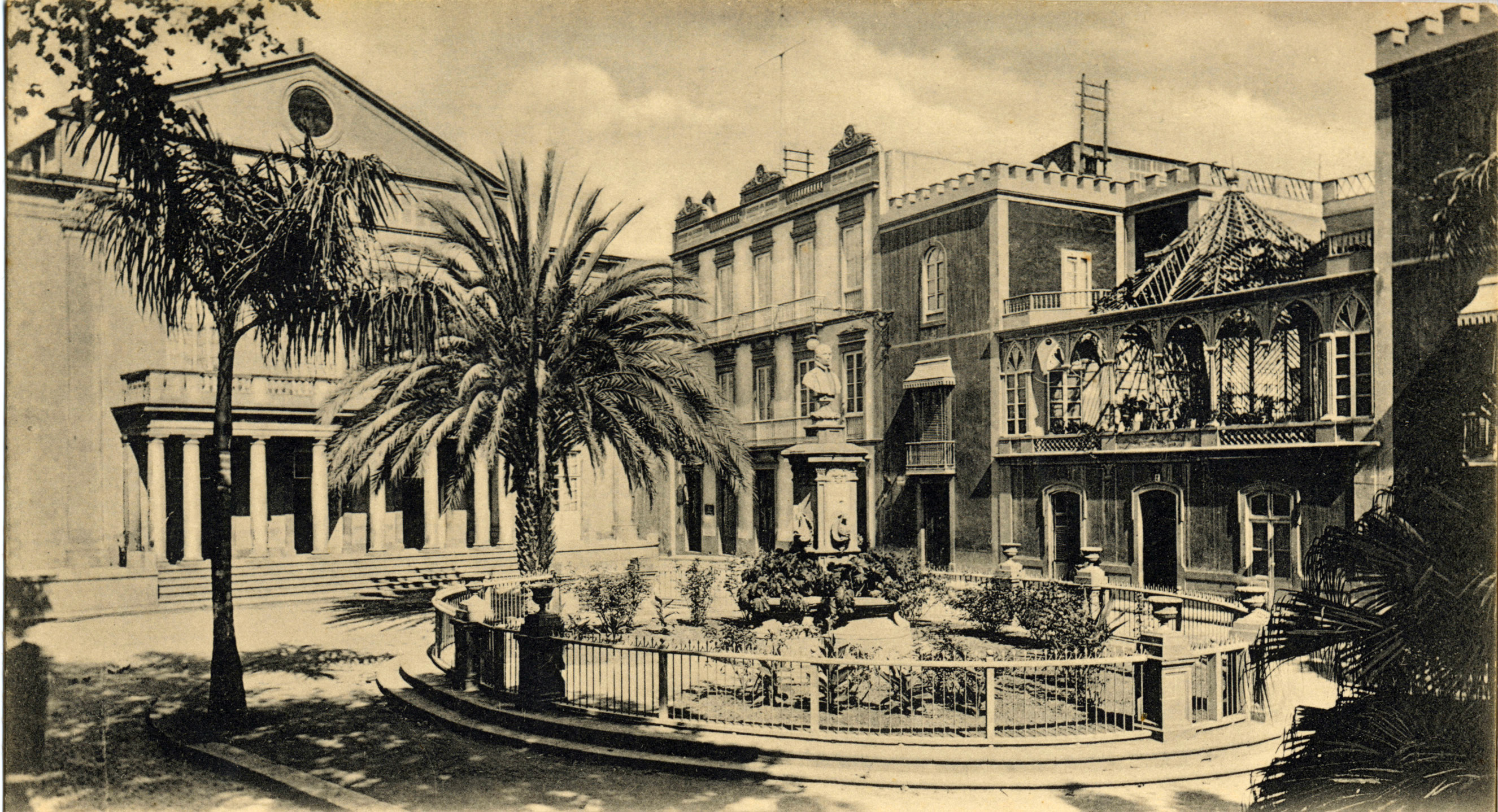
Teatro y plaza de Cairasco a finales del.

En el siglo XIX la ciudad estaba constituida por los barrios de Vegueta y Triana. Con la desamortización de los bienes de la Iglesia, el convento de las Clarisas se convierte en la actual Alameda de Colón, y el Teatro Cairasco es donde se sitúa hoy el Gabinete Literario.
El arquitecto López Echegarreta es el encargado del plan en 1883 y es entonces cuando la ciudad recibe las influencias arquitectónicas del estilo modernista.
Al comienzo la Sociedad se estableció en el Teatro Cairasco posteriormente adquiriendo su propiedad. A finales del siglo XIX se realizaron las obras de reforma. La fachada actual es el resultado de un proyecto de los arquitectos Fernando Navarro y Rafael Massanet. El gran salón se corresponde con lo que fue patio de butacas del antiguo teatro. Su techo decorado por tres grandes lienzos pintados a principios del siglo XX por Manuel González Méndez con temas mitológicos representando a Apolo, Talía y Orfeo. También en la primera planta encuentra el Salón Rojo, donde se expone una colección de retratos de los presidentes, figuras de la cultura, las artes y la política, como Benito Pérez Galdós, Viera y Clavijo, Luján Pérez y Fernando León y Castillo. Junto al Salón Rojo se sitúa el Salón Meifrén donde se encuentra una colección de óleos del pintor catalán Eliseo Meifrén Roig que datan de su estancia en Las Palmas de Gran Canaria a comienzos del siglo XX.